# Портиџ (Висконсин)
Портиџ (енгл. Portage) град је у америчкој савезној држави Висконсин.

## Демографија
По попису из 2010. године број становника је 10.324, што је 596 (6,1%) становника више него 2000. године.
| Група             | 2000.         | 2010.         |
| Белци             | 8.823 (90,7%) | 9.099 (88,1%) |
| Афроамериканци    | 379 (3,9%)    | 517 (5,0%)    |
| Азијати           | 69 (0,7%)     | 79 (0,8%)     |
| Хиспаноамериканци | 330 (3,4%)    | 414 (4,0%)    |
| Укупно            | 9.728         | 10.324        |